# Johannes Daniel Falk

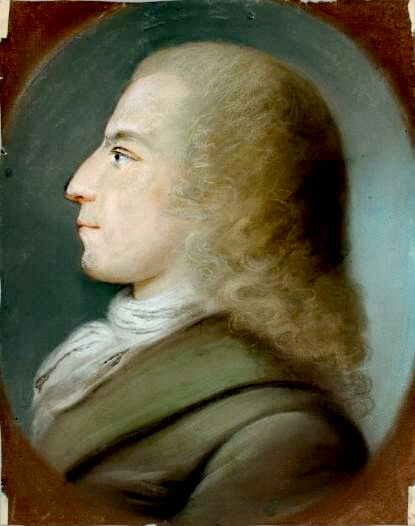
Johannes Daniel Falk omkring år 1800.

Johannes Daniel Falk, född 28 oktober 1768 i Danzig, död 14 februari 1826 i Weimar, var en tysk filantrop och författare.
Falk var legationsråd i Weimar. Han grundade 1813 en uppfostringsanstalt för föräldralösa barn. 
Falks postumt utkomna biografi, Goethe aus näherem persönlichen Umgang dargestellt (1832), behandlar Goethes ålderdom.
Falk finns representerad i Den svenska psalmboken 1986 med en psalmvers i julpsalmen nr 127.

## Psalmer
- O du saliga, o du heliga (nr 127), första versen 1816. Finns på Wikisource.